# اسکار رشر

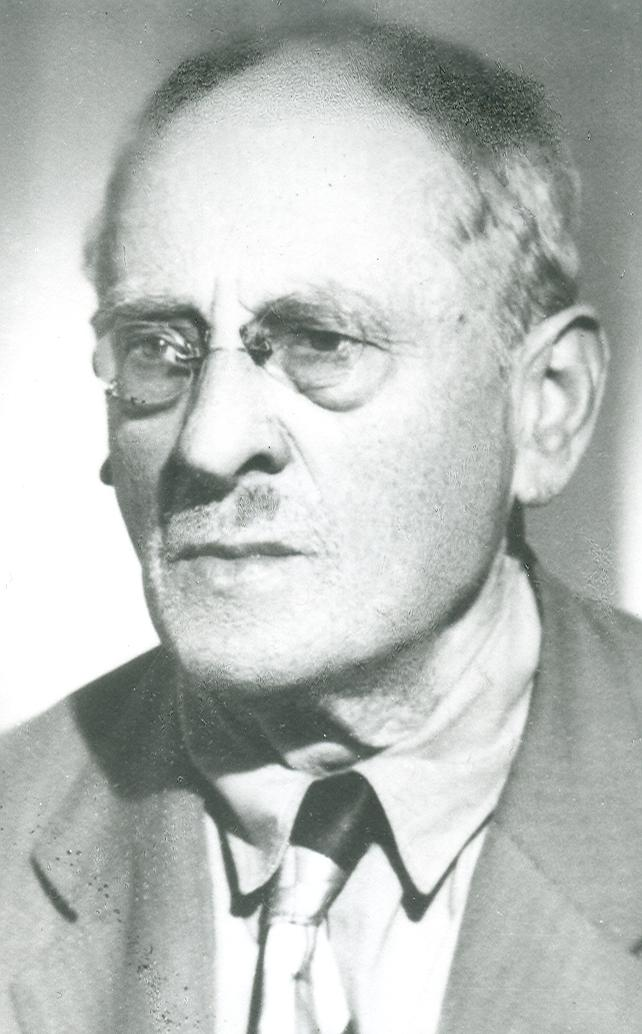
اسکار رشر

اسکار رشر (به آلمانی: Oskar Rescher) ‏ (۱۹۷۲-۱۸۸۳) خاورشناس آلمانی است.

## زندیگنامه
اسکار رشر در اول اکتبر ۱۸۸۳ متولد شد و در ۲۶ مارس ۱۹۷۲ درگذشت.
وی از اقوام نیکولاس رشر از خاورشناسان آلمانی است.
اسکار به عربی و ترکی و فارسی تسلط داشته و آثار بسیاری در این زمینه‌ها نوشته است.
اسکار رشر بر اساس تحقیقاتی که در مورد دین اسلام انجام داد به این دین گروید و مسلمان شد.